# Swarm
Swarm (букв. — «Рій», «Зграя») — супутникова місія Європейського Космічного Агентства (ЄКА) для вивчення магнітного поля Землі.
Місія буде складатися із трьох супутників на різних полярних орбітах висотою від 450 до 550 км. Запуск було здійснено 11 листопада 2013 року за допомогою ракет-носіїв «Рокот».